# Женская сборная Колумбии по баскетболу 3×3
Женская сборная Колумбии по баскетболу 3×3 представляет Колумбию на международных соревнованиях по баскетболу 3×3. Управляющим органом является Федерация баскетбола Колумбии (исп. Federación Colombiana de Baloncesto).
По состоянию на 16 сентября 2024, женская сборная Колумбии по баскетболу 3×3 занимает 76-е место в мировом рейтинге ФИБА женских сборных по баскетболу 3×3.

## Результаты выступлений
| Турнир                           | Золото | Серебро | Бронза | Всего |
| -------------------------------- | ------ | ------- | ------ | ----- |
| Чемпионат Америки (3×3 AmeriCup) | —      | —       | —      | —     |
| Панамериканские игры             | 0      | 1       | 0      | 1     |
| Итого                            | 0      | 1       | 0      | 1     |

### Чемпионат Америки по баскетболу 3×3 (AmeriCup)
| Год           | Место          | Игры           | Победы         | Поражения      | Состав команды                                                      |
| ------------- | -------------- | -------------- | -------------- | -------------- | ------------------------------------------------------------------- |
| 2021          | не участвовали | не участвовали | не участвовали | не участвовали | не участвовали                                                      |
| Майами 2022   | 4              | 5              | 2              | 3              | Carolina Lopez, Valentina López Montoya, Jenifer Muñoz, Yuliany Paz |
| Сан-Хуан 2023 | 12             | 2              | 0              | 2              | Carolina Lopez, Valentina López Montoya, Jenifer Muñoz, Yuliany Paz |

### Панамериканские игры
| Год           | Место          | Игры           | Победы         | Поражения      | Состав команды                                            |
| ------------- | -------------- | -------------- | -------------- | -------------- | --------------------------------------------------------- |
| 2019          | не участвовали | не участвовали | не участвовали | не участвовали | не участвовали                                            |
| Сантьяго 2023 | 2              | 5              | 4              | 1              | Wendy Coy, Carolina López, Valentina López, Jenifer Muñoz |